# 但馬清彦
清彦（きよひこ）、または、但馬 清彦（たじま の きよひこ）は『日本書紀』等に伝わる古代日本の人物。『古事記』では清日子と表記されている。

## 記録
『古事記』には名前だけ掲載されており、天之日矛の4世の子孫で、多遅摩毛理の弟。『日本書紀』では天日槍の3世の子孫で、田道間守（たじまのもり）は子に当たる。
『日本書紀』巻第六によると、垂仁天皇は、
清彦の祖先は小さな舟で但馬国に現れ、新羅の王の子だと名乗った天日槍であり、その国に済む前津見（まえつみ）の娘、麻柁能烏（またのお）をめとって生まれた、諸助（もろすく）の孫にあたると記されている。
清彦は神宝の中でも、にわかに「出石」という小刀だけは天皇に渡してはなるまいと思い立ち、衣の下に隠してしまった。ところが天皇が清彦をねぎらおうとして酒を与えられた際に見つかってしまった。清彦はやむなくこれも神宝の1つだと答え、献上することにした。小刀はほかの神宝とともに石上神宮の「神府」（みくら）におさめられた。
だが、その後、「宝府」（みくら）を開けてみくると、小刀は自然に失われていた。そこで清彦に尋ねると、「昨夕、刀子がひとりでに自分の家にやってきて、今朝はなくなっていました」と答えた。天皇は神威を感じ、かしこまってそれ以上何も聞かずに、再び刀子を求めることはなかった。
出石の刀子はそののち、ひとりでに淡路島に到着して、島の人に神様として崇められ、祠を立てられて、祭られている、という。この刀子は淡路島の生石神社に祭られている。
『書紀』の記述に従うと、その2年後の2月、垂仁天皇は田道間守（たぢまのもり）に非時香実（ときじく の かくのみ）を求めさせた。だがその9年後の7月、天皇は帰らぬ人となり、田道間守が常世国からかえってきたのはその翌年の3月12日だった。
天日槍の子孫として、三宅連、橘守、糸井造が田道間守の末裔であると、『新撰姓氏録』には記載されている。

## 考証
天之日矛の神宝は、
- 『古事記』…8種

1. 玉津宝（たまつたから）という珠2貫（たまふたつら）
2. 振浪（なみふる）ひれと、切浪（なみきる）ひれ、振風（かぜふる）ひれと、切風（かぜきる）ひれ
3. 奥津（おきつ）鏡と、辺津（へつ）鏡

- 『日本書紀』垂仁天皇3年3月条本文…7物

1. 羽太（はふと）の玉1個、足高の玉1個、鵜鹿鹿の赤石（あかし）の玉1個
2. 出石の小刀（かたな）1口、出石の鉾（ほこ）1枝
3. 日鏡（ひのかがみ）1面、熊の神籬（ひもろぎ）1具

- 『日本書紀』垂仁天皇3年3月条の脚注…8物

1. 葉細の珠、足高の珠、鵜鹿鹿の赤石の珠
2. 出石の刀子（とうす）、出石の槍（ほこ）
3. 日鏡
4. 胆狭浅（いささ）の太刀
5. 熊の神籬

- 清彦が持っていった神宝

1. 羽太（はふと）の玉1箇、足高の玉1箇
2. 鵜鹿鹿の赤石の玉1箇
3. 日鏡1面、
4. 熊の神籬1具
5. 出石の小刀1つ

「ひれ」からは、航海術との関連が見られる。『書紀』の別伝の伝えるように、須佐之男命が船を造ったという説話から、日矛の故郷、新羅が航海の発達した国だということが分かる。朝鮮半島南部からは、船型の陶器が出土している。
出石の小刀、鉾には、日矛集団が持っていた大陸の鉄文化との関連性が窺われる。鉾は「日矛」の矛であり、小刀にも通じる。
『播磨国風土記』の揖保郡（いいぼぐん）揖保里（いいぼのさと）条によると、
日槍が海水をかきまわしたものは剣である。つまり、この刀は日矛一族の象徴である。「天之日矛」という名前自体が日本語であり、新羅の王子の名前ではなく、集団（一族）の信奉した祭器の名前であったのではないか、と直木孝次郎は述べており、三品彰英のいうような天的宗儀ではなかったか、としている。
この「ひれ」と「刀」の相違であるが、日矛一族が出石に上陸してから、製鉄技術により鉄剣を造ったと見ることができる。神宝の数の相違や、その種類の変遷も、日矛一族が日本の国土に親しんでいった過程を示している。最後の神籬は、神の降下を待つところ、即ち神を祭る宮である。また、そこに供える物（肉、餅など）の意味もある。
刀子についてであるが、但馬の朝来市和田山町城ノ山古墳からは刀子9本、 豊岡市城崎町の二見谷四号墳からも同数出土されている。但馬では刀子が多く生産され、胆狭浅の太刀のようなものは、あまり作られなかったようである。清彦がこの刀子のみを守ろうとしたのは、このような背景があった。
もっとも、これには別の見方もある。三品彰英は、天日槍との血のつながりから、祖霊の象代としての刀子に奉仕する清彦の姿を強調し、刀子の淡路島への移動を日矛の遍歴と同じ概念だと述べている。淡路島の五斗長垣内遺跡の鉄工所は紀元1世紀ごろものとされており関係性が示唆される。
清彦の時には神宝を守り通して、氏族の意地を見せた日矛一族も、次の代の田道間守の時には、大和政権にとって望ましい形にかえられていった。